# Тигнер, Мори
Мори Тигнер (англ. Maury Tigner; р. 22 апреля 1937) — американский физик, специалист в области физики ускорителей, c 2000 года директор лаборатории физики элементарных частиц Корнеллского университета.
Член Национальной академии наук США (1993), Американского физического общества, а также Американской академии искусств и наук.
Обучался два года в Институте Вэбба, после чего перевёлся в Политехнический институт Ренсселера, закончил его в 1958 году. Получил степень PhD под руководством Роберта Уилсона в 1962 году в Корнеллском университете, в котором работал и далее. Кратковременно также работал в DESY (Германия), над неосуществлённым проектом SSC в Центральном проектном офисе, участвовал в проекте BEPC (Китай).
Основные достижения связаны с сооружением электрон-позитронного коллайдера CESR, на энергию до 6 ГэВ в пучке, который после применения ряда изобретений достиг рекордной светимости, продержавшейся до появления B-фабрик.
Внёс значительный вклад в развитие технологии сверхпроводящих ВЧ-систем, в рамках проекта Next Linear Collider (проект позже влился в ILC).
Награждён премией Уилсона в 2000 году, премией Силарда в 2005 году.

## Публикации
- M. Tigner. CESR — An Electron Positron Colliding Beam Facility at Cornell // Proc. PAC'1977. — 1977. — С. 1849.
- M. Tigner. Superconducting Cavities for High Energy Accelerators. Progress and Prospects. // Proc. PAC'1983. — 1983. — С. 3309.
- Alexander Chao, Maury Tigner. Handbook of Accelerator Physics and Engineering (англ.). — World Scientific, 1999. — P. 740. — ISBN 978-981-02-3858-2. — doi:10.1142/3818.